# گیوه (شهر)
گیوه (به ترکی استانبولی: Geyve) شهری است در کشور ترکیه که در استان سقاریه واقع شده‌است. جمعیت این شهر بر اساس سرشماری سال ۲۰۰۸ میلادی ۲۰٬۱۲۰ نفر و بر اساس برآوردهای سال ۲۰۰۹ میلادی ۲۰٬۴۳۸ نفر می‌باشد.